# La crociera
La crociera (titolo originale The Voyage Out) è il primo romanzo scritto da Virginia Woolf, pubblicato per la prima volta nel 1915.

## Sviluppo
Virginia Woolf iniziò a lavorare su La Crociera nel 1910 e aveva realizzato un progetto preliminare dell'opera narrativa già nel 1912. Tuttavia, il romanzo ebbe una gestazione più lunga e difficile e fu pubblicato solo nel 1915. Il romanzo fu scritto in un periodo in cui la Woolf era particolarmente vulnerabile psicologicamente, periodo in cui soffrì di lunghi periodi di depressione e in cui tentò il suicidio. Il lavoro che ne risultò però conteneva i semi di tutto ciò che sarebbe sbocciato nei suoi romanzi successivi: lo stile narrativo innovativo, l'attenzione posta all'analisi della coscienza femminile, la sessualità e la morte.
Nel 1981, Louise DeSalvo pubblicò una versione alternativa de La Crociera, con il suo titolo originale, Melymbrosia.
La Melymbrosia della DeSalvo tenta di riproporre il testo del romanzo come lo aveva originariamente ideato Virginia Woolf, testo che conteneva più chiari commenti politici su questioni come l'omosessualità, il suffragio femminile e il colonialismo. Secondo DeSalvo, la Woolf era stata "avvertita dai colleghi che la pubblicazione di un'accusa così pronunciata nei confronti della Gran Bretagna avrebbe potuto rivelarsi disastrosa per la sua carriera". Il lavoro fu così fortemente modificato da diventare il romanzo ora conosciuto come La Crociera, che trascura gran parte del candore politico dell'originale.

## Trama
Rachel Vinrace si imbarca per il Sud America sulla nave di suo padre e dà il via ad un percorso di scoperta di sé in una sorta di viaggio mitico moderno.
Il mucchio di personaggi, che hanno stile di vita e modi di pensare che si contrastano, fornisce alla Woolf l'opportunità per fare una satira della vita edoardiana. 
Il romanzo introduce Clarissa Dalloway, il personaggio centrale del romanzo, La signora Dalloway. Due degli altri personaggi sono stati costruiti sul modello di importanti figure della vita della Woolf.
John Hirst è un ritratto fittizio di Lytton Strachey e il personaggio di Helen Ambrose è in qualche modo ispirato dalla sorella della Woolf, Vanessa Bell.
Il viaggio di Rachel da una vita da reclusa in un sobborgo di Londra alla scoperta della libertà, in sfida al discorso intellettuale, molto probabilmente riflette il viaggio della Woolf da una famiglia repressiva alla stimolazione intellettuale del Bloomsbury Group.

## Contesto
Il romanzo è scritto in modo tradizionale, la Woolf è ancora lontana dagli sperimentalismi del flusso di coscienza.
Nel romanzo sono però rintracciabili temi ed elementi fondamentali del pensiero della Woolf, innanzitutto la sua concezione dell'amore, definito inesistente per le troppe differenze tra uomini e donne.

## Edizioni italiane
- Il lungo viaggio, traduzione di Giorgia Valensin, Collezione La Gaja Scienza n.63, Milano, Longanesi, 1951.
- La crociera, traduzione di Oriana Previtali, Collana BUR nn.995-998, Milano, Rizzoli, aprile 1956; Introduzione di Giuseppe Gadda Conti, Milano, BUR-Rizzoli, Milano 1974; in Romanzi, Introduzione di Roberto Bertinetti, Collana Radici BUR, Milano, BUR-Rizzoli, 2012, ISBN 978-88-170-5489-8.
- La crociera, traduzione di Luciana Bianciardi, Introduzione generale di Armanda Guiducci, Prefazione di Ornella De Zordo, Biblioteca Economica Newton, Roma, Newton, 1994.
- La crociera, traduzione di Giorgio Arosi, a cura di Beatrice Pilocchi, Roma, Nobel, 2012.